# Stephen Heard
Stephen Heard (* 1. November 1740 im Hanover County, Colony of Virginia; † 15. November 1815 in seinem Heim im Elbert County, Georgia) war ein US-amerikanischer Politiker und von 1780 bis 1781 Gouverneur von Georgia.

## Frühe Jahre
Stephen Heard wurde 1740 im Hanover County in Virginia als Spross einer Tabakpflanzerfamilie geboren. Stephen genoss eine gute Grundschulausbildung.  Als 1754 der Siebenjährige Krieg ausbrach (der in Amerika als French and Indian War bekannt ist), schlossen sich der junge Stephen und einige seiner Brüder der Miliz von Virginia unter dem Kommando von George Washington an. Die Erfahrungen, die er in den Kriegsjahren sammelte, sollten später im Unabhängigkeitskrieg noch sehr hilfreich sein. Außerdem verband Heard seit jenen Tagen eine lebenslange Freundschaft mit Washington. Um das Jahr 1759 ließ er sich in der Gemeinde St. Pauls in Georgia nieder. Wegen seiner Verdienste für England während des Krieges erhielt er eine Landschenkung. Sein neues Land war aber noch von den Creek und Cherokee Indianern bedroht. Aus diesem Grund errichtete Heard ein Fort, das allen Siedlern in diesem Gebiet Schutz vor Indianerangriffen gewähren sollte. Aus dem 1774 fertiggestellten Bauwerk ging die spätere Hauptstadt des Wilkes County Washington hervor.

## Der Unabhängigkeitskrieg
Beim Ausbruch der amerikanischen Revolution schloss sich Heard der amerikanischen Bewegung an. Damit hatten er und seine Gesinnungsfreunde in jenem Teil Georgias einen schweren Stand. Es gab viele Bürger, die den Briten die Treue hielten. Diese gingen als Loyalisten bzw. Tories in die Geschichte der amerikanischen Revolution ein. Besonders 1778 bis 1782 erhielten diese Kräfte Auftrieb durch die britische Besetzung der wichtigsten Gebiete Georgias. Die Gewalt in Heards Heimat eskalierte. In seiner Abwesenheit überfielen die Tories sein Haus. Mitten im Winter setzten sie seine Frau und die Stieftochter im Freien aus, die dann buchstäblich  erfroren. Trotz dieses traurigen Vorfalls und einiger Morddrohungen gegen ihn blieb Heard der Sache der Kolonisten verbunden. Er nahm 1779 an der Schlacht von Kettle Creeks teil, bei der die Amerikaner einen großen Sieg errangen und die Loyalisten in die Flucht schlugen. Die Schlacht bedeutete auch einen Rückschlag für die Briten im Nordosten Georgias. Trotz dieser Siege gingen die Übergriffe der Tories weiter. Heard selbst geriet kurze Zeit später in britische Kriegsgefangenschaft und sollte in Augusta wegen Hochverrats aufgehängt werden. Die Hinrichtung wurde aber nicht vollzogen. Es gibt eine Legende, wonach eine seiner Sklavinnen, Mammy Kate, ihn befreit haben soll.

## Gouverneur von Georgia
Nach seiner Freilassung beziehungsweise Flucht aus der Gefangenschaft nahm er weiter aktiv an der Politik seines Staates teil. Zu jener Zeit waren die Patrioten in Georgia in zwei feindliche Fraktionen gespalten. Die Konservativen, denen die Verfassung zu liberal war und die sogenannten Radikalen. Als Anfang 1780 Gouverneur Richard Howly in den Kontinentalen Kongress entsandt wurde, sollte George Wells neuer Gouverneur werden. Dieser wurde aber wenige Tage später von dem späteren Gouverneur und Kongressmitglied James Jackson in einem Duell getötet. Auch er war ein Opfer der blutigen Fehde zwischen den beiden politischen Lagern. Daraufhin wurde Heard am 24. Mai 1780 zum neuen Gouverneur von Georgia bestimmt. Seine Amtszeit dauerte etwas länger als ein Jahr bis zum 18. August 1781 und verlief unglücklich, weil die Briten noch immer Teile des Landes besetzt hielten und im freien Landesteil Anarchie herrschte. Tories und Patrioten bekämpften sich dort erbittert. Zwischenzeitlich musste der Gouverneur vor den Briten fliehen.
Nach ihm ist Heard County in Georgia benannt.

## Lebensabend und Tod
Nach Ende des Krieges und seiner Amtszeit als Gouverneur schenkte ihm die Regierung ein großes Stück Land (6850 Acres). Auf diesem Gebiet erbaute er etwa 30 Meilen nördlich der von ihm mitgegründeten Stadt Washington (Georgia) seinen Landsitz, den er Heardmond nannte. Heard war in der Folge als Richter in seinem Heimatbezirk tätig. 1795 war er Delegierter auf dem verfassungsgebenden Konvent von Georgia, auf dem die Verfassung überarbeitet wurde. Heard starb im November 1815 auf seinem Landsitz Heardmond.
Er war zweimal verheiratet. Seine erste Frau Jane wurde wie bereits erwähnt in den Wirren der Ereignisse um 1778 von Tories ermordet. Mit seiner zweiten Frau Elizabeth Darden hatte er insgesamt neun Kinder.